# Hiroyuki Kimura
Hiroyuki Kimura (Japans: 木村浩之) (Chiba, 30 januari 1982) is een Japans voetbalscheidsrechter. Hij is in dienst van FIFA en AFC sinds 2014. Ook leidt hij wedstrijden in de J1 League.
Zijn eerste interland floot Kimura op 4 september 2014, toen China met 3–1 won van Koeweit. Tijdens deze wedstrijd deelde Kimura viermaal een gele kaart uit, waarvan twee aan dezelfde speler.
Naast zijn wedstrijden in de Japanse competitie, werd Kimura ook uitgenodigd om wedstrijden te fluiten in de Chinese Super League en de Australische A-League. In China mocht hij vanaf 2012 elk seizoen optreden, in Australië alleen in 2014.

## Interlands
| Datum             | Plaats                 | Wedstrijd                               | Uitslag | Competitie              | Kreeg geel | Kreeg voor de tweede keer geel en dus rood | Weggestuurd |
| ----------------- | ---------------------- | --------------------------------------- | ------- | ----------------------- | ---------- | ------------------------------------------ | ----------- |
| 4 september 2014  | Anshan, China          | China – Koeweit                         | 3 – 1   | Vriendschappelijk       | 3          | 1                                          | 0           |
| 13 november 2014  | Taipei, Taiwan         | Noord-Korea – Hongkong                  | 2 – 1   | EAFF Championship 2015  | 3          | 0                                          | 0           |
| 19 november 2014  | Taipei, Taiwan         | Chinees Taipei – Hongkong               | 0 – 0   | EAFF Championship 2015  | 3          | 0                                          | 0           |
| 8 september 2015  | Hagåtña, Guam          | Guam – Oman                             | 0 – 0   | WK 2018 kwalificatie    | 4          | 0                                          | 0           |
| 25 december 2015  | Trivandrum, India      | Sri Lanka – India                       | 0 – 2   | SAFF Championship 2015  | 2          | 0                                          | 0           |
| 3 januari 2016    | Trivandrum, India      | India – Afghanistan                     | 2 – 1   | SAFF Championship 2015  | 7          | 0                                          | 0           |
| 26 maart 2016     | Wrocław, Polen         | Polen – Finland                         | 5 – 0   | Vriendschappelijk       | 2          | 0                                          | 0           |
| 2 juni 2016       | Johor Bahru, Maleisië  | Maleisië – Oost-Timor                   | 3 – 0   | AK 2019 kwalificatie    | 5          | 0                                          | 0           |
| 20 november 2016  | Yangon, Myanmar        | Myanmar – Vietnam                       | 1 – 2   | SEAFF Championship 2016 | 3          | 0                                          | 0           |
| 26 november 2016  | Naypyidaw, Myanmar     | Vietnam – Cambodja                      | 2 – 1   | SEAFF Championship 2016 | 3          | 0                                          | 1           |
| 13 juni 2017      | Kallang, Singapore     | Singapore – Argentinië                  | 0 – 6   | Vriendschappelijk       | 0          | 0                                          | 0           |
| 10 oktober 2017   | Taipei, Taiwan         | Chinees Taipei – Bahrein                | 2 – 1   | AK 2019 kwalificatie    | 4          | 0                                          | 0           |
| 28 mei 2018       | Daegu, Zuid-Korea      | Zuid-Korea – Honduras                   | 2 – 0   | Vriendschappelijk       | 2          | 0                                          | 0           |
| 7 juni 2018       | Leeds, Engeland        | Engeland – Costa Rica                   | 2 – 0   | Vriendschappelijk       | 1          | 0                                          | 0           |
| 10 oktober 2018   | Cikarang, Indonesië    | India – Myanmar                         | 3 – 0   | Vriendschappelijk       | 2          | 0                                          | 0           |
| 6 december 2018   | Hanoi, Vietnam         | Vietnam – Filipijnen                    | 2 – 1   | Vriendschappelijk       | 4          | 0                                          | 0           |
| 11 januari 2019   | Abu Dhabi, VAE         | Filipijnen – China                      | 0 – 3   | AK 2019                 | 3          | 0                                          | 0           |
| 10 september 2019 | Kuala Lumpur, Maleisië | Maleisië – Verenigde Arabische Emiraten | 1 – 2   | WK 2022 kwalificatie    | 3          | 0                                          | 0           |
| 3 juni 2021       | Riffa, Bahrein         | Bahrein – Cambodja                      | 8 – 0   | WK 2022 kwalificatie    | 2          | 0                                          | 0           |
| 11 juni 2021      | Muharraq, Bahrein      | Hongkong – Irak                         | 0 – 1   | WK 2022 kwalificatie    | 4          | 0                                          | 0           |

Laatst bijgewerkt op 29 maart 2022.